# Sabatia (slak)
Sabatia is een geslacht van weekdieren uit de klasse van de Gastropoda (slakken).

## Soorten
- Sabatia isseli Bellardi, 1877 †
- Sabatia nivea (Watson, 1883)
- Sabatia pustulosa Dall, 1895
- Sabatia pyriformis Valdés, 2008
- Sabatia supracancellata (Schepman, 1913)